# Plinio Serena
Pour les articles homonymes, voir Serena (homonymie).
Plinio Serena (né le 8 mai 1959 à Bassano del Grappa en Vénétie) est un footballeur italien, qui évoluait au poste de défenseur.

## Biographie
Formé par le club de la Juventus, il y fait ses débuts professionnels en 1976-1977, jouant le premier match de sa carrière le 12 juin 1977 lors d'une défaite 1-0 contre l'Inter en coupe. Il ne joue finalement que trois matchs avec son club formateur (tous en coupe), dont aucun en championnat (son club remporte néanmoins cette année-là le scudetto 1976-77).
Il fait cette année-là partie avec l'équipe d'Italie des moins de 20 ans de l'effectif qui prend part à la coupe du monde des moins de 20 ans 1977 organisée en Tunisie. Il y débute en tant que titulaire contre l'Iran.
Après ensuite une brève au Juniorcasale, il joue ensuite durant sa carrière en Serie B avec l'Udinese, le Lanerossi Vicence ou encore l'US Lecce.

## Palmarès
Udinese
- Serie B (1) :
  - Champion : 1978-79.